# GXXD
GXXD(Girlnexxtdoor, 걸넥스트도어)는 방달(영어: Vangdale)으로 이루어진 1인조 힙합 프로듀싱 그룹이다. 더블 싱글 'GXXD' 발매 이전까지 방달과 세영으로 이루어진 2인조 그룹이었으나, 세영이 그룹을 탈퇴하여 현재와 같은 형태가 되었다.

## 음반 목록

### 싱글
- GXXD (2019)

### 참여 음반
- Sik-k-ADDICT (2019.02.13)
- Sik-k 정규앨범 FL1P 중 FLIP:FL1P, 19 카이엔 프리스타일(19 CAYENNE FRESTYLE), ADDICT, R.I.P, 미안해(1000) (2019.02.26)
- Coogie-Holligans,Title (2019.04.11)
- 원더나인-Domino (2019.04.13)
- Sik-k-Why you? (2019.06.01)
- Rooftop-UNFAIR 앨범 중 Friday, Ugly face, Blue marble (2019.06.23)
- Sik-k-Is it love? (2019.06.27)
- 김하온-BwB (2019.07.07)
- Goopy-Type, Makenosense (2019.07.11)
- Suran-서핑해(Surfin’) (2019.07.19)
- Higher music compliation-도착 (2020.09.02)